# Бромид золота(II)
Бромид золота(II) — неорганическое соединение, 
соль металла золота и бромистоводородной кислоты с формулой AuBr2,
красный порошок.

## Получение
- Действие раствора брома в сероуглероде на порошкообразное золото:

{\displaystyle {\mathsf {Au+Br_{2}\ {\xrightarrow {}}\ AuBr_{2}}}}

## Физические свойства
Бромид золота(II) образует красный порошок.